# Вигода (Верховинський район)
Ви́года –  село в Україні, у Верховинській селищній громаді Верховинського району Івано-Франківської області. Це невеличке село в якому є своя греко-католицька церква.

## Історія
12 червня 2020 року, відповідно до Розпорядження Кабінету Міністрів України  № 714-р «Про визначення адміністративних центрів та затвердження територій територіальних громад Івано-Франківської області», увійшло до складу Верховинської селищної громади.
19 липня 2020 року, в результаті адміністративно-територіальної реформи та ліквідації Верховинського району, село увійшло до складу новоутвореного Верховинського району.

## Населення
Згідно з переписом УРСР 1989 року чисельність наявного населення села становила 134 особи, з яких 61 чоловік та 73 жінки.
За переписом населення України 2001 року в селі мешкало 167 осіб.

### Мова
Розподіл населення за рідною мовою за даними перепису 2001 року:
| Мова       | Кількість | Відсоток |
| ---------- | --------- | -------- |
| українська | 166       | 99.4%    |
| російська  | 1         | 0.6%     |
| Усього     | 167       | 100%     |